# コリンズ (小惑星)
コリンズ (6471 Collins) は小惑星帯に位置する小惑星である。アントニーン・ムルコスがクレチ天文台で発見した。
アポロ11号で初めて月に行ったマイケル・コリンズから命名された。